# 288 Glauke
288 Glauke è un asteroide della fascia principale del diametro medio di circa 32,21 km. Scoperto nel 1890 da Karl Theodor Robert Luther presso l'osservatorio di Düsseldorf, presenta un'orbita caratterizzata da un semiasse maggiore pari a 2,7558820 UA e da un'eccentricità di 0,2100392, inclinata di 4,32913° rispetto all'eclittica.
È caratterizzato da un periodo di rotazione eccezionalmente lento (1200 ore), il più lento ad oggi conosciuto tra gli asteroidi.
Il suo nome è dedicato a Glauce, nella mitologia greca figlia di Creonte, re di Corinto, e sposa di Giasone.